# 青桥驿乡
青桥驿乡是中国陕西省汉中市留坝县下辖的一个乡。

## 行政区划
青桥驿乡下辖以下行政区：
青桥铺村、大蚂蟥沟村、蔡家坡村、麻家沟村、新开岭村、两岔河村、十二元沟村、铁炉村、社火坪村、狮子坝村